# Juan Carreño
Juan Carreño Lara (ur. 14 sierpnia 1909 w Meksyku, zm. 16 grudnia 1940 tamże) – meksykański piłkarz, reprezentant kraju, grający na pozycji napastnika.

## Kariera piłkarska
Carreño w latach 1927–1939 był zawodnikiem klubu Atlante Cancún. Wraz z zespołem sięgnął po mistrzostwo Meksyku w sezonie 1931/32.
Carreño znalazł się w kadrze na Igrzyska Olimpijskie 1928 w Amsterdamie. Na turnieju, 30 maja 1928, zadebiutował w drużynie narodowej w przegranym 1:7 spotkaniu z Hiszpanią. Carreño strzelił honorową bramkę dla Meksyku. Na igrzyskach wystąpił także w przegranym 1:2 meczu z Chile. 
W 1930 został powołany przez trenera Juana Luque de Serrallongę na Mistrzostwa Świata. Carreño zagrał w meczu z Francją (bramka w 70. minucie spotkania). Oprócz starcia z Trójkolorowymi, wystąpił także w spotkaniach z Argentyną i Chile. 
Po raz ostatni w drużynie narodowej wystąpił 24 maja 1934 w przegranym 2:4 meczu z USA. Łącznie w latach 1930–1938 Carreño zagrał dla Meksyku w 8 spotkaniach, w których strzelił dwie bramki. 
Carreño zmarł w wieku 31 lat w wyniku zapalenia wyrostka robaczkowego.
| Mecze i gole w reprezentacji | Mecze i gole w reprezentacji | Mecze i gole w reprezentacji | Mecze i gole w reprezentacji | Mecze i gole w reprezentacji | Mecze i gole w reprezentacji | Mecze i gole w reprezentacji |
| #                            | Data                         | Miasto                       | Przeciwnik                   | Gol                          | Wynik                        | Rozgrywki                    |
| ---------------------------- | ---------------------------- | ---------------------------- | ---------------------------- | ---------------------------- | ---------------------------- | ---------------------------- |
| 1.                           | 30.05.1928                   | Amsterdam                    | Hiszpania                    | Gol                          | 1:7                          | IO 1928                      |
| 2.                           | 05.06.1928                   | Arnhem                       | Chile                        |                              | 1:2                          | IO 1928                      |
| 3.                           | 13.07.1930                   | Montevideo                   | Francja                      | Gol                          | 1:4                          | MŚ 1930                      |
| 4.                           | 16.07.1930                   | Montevideo                   | Chile                        |                              | 0:3                          | MŚ 1930                      |
| 5.                           | 19.07.1930                   | Montevideo                   | Argentyna                    |                              | 3:6                          | MŚ 1930                      |
| 6.                           | 04.03.1934                   | Meksyk                       | Kuba                         |                              | 3:2                          | El. MŚ 1934                  |
| 7.                           | 11.03.1934                   | Meksyk                       | Kuba                         |                              | 5:0                          | El. MŚ 1934                  |
| 8.                           | 24.05.1934                   | Rzym                         | Stany Zjednoczone            |                              | 2:4                          | El. MŚ 1934                  |

## Sukcesy
Atlante
- Mistrzostwo Meksyku (1): 1931/32